# 알렉시스 서블론

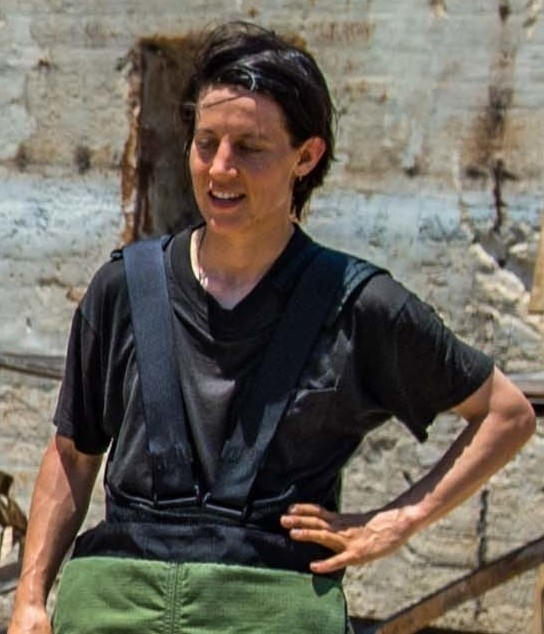

알렉시스 서블론(영어: Alexis Sablone, 1986년 8월 12일 ~ )은 미국의 프로 스케이트보드 선수이다. 코네티컷주 올드세이브룩 출신. 2020년 하계 올림픽 스케이트보드 여자 스트리트 부문에 출전해 4위의 성적을 냈다.